# Mitsuhisa Taguchi
Mitsuhisa Taguchi (japanska: 田口光久?, Taguchi Mitsuhisa), född 14 februari 1955 i Akita, Japan, död 12 november 2019 i Tokyo, var en japansk fotbollsspelare.